# Gontier de Soignies
Gontier de Soignies fue un trovador cuya actividad literaria la llevó a cabo entre los años 1180-1220.

## Biografía
Gontier de Soignies fue originario de Soignies en Hainaut, pero su vida es desconocida. En su trabajo, se alude a que viajó por Francia y en el condado de Borgoña, fue protegido de Otón I de Borgoña.
Una de sus obras (Lors que florist la bruiere) es citado en Le Roman de la Rose ou de Guillaume de Dole de Jean Renart, versos 1232 al 5252.

### Obras
Fue compositor de varias canciones de amor en francés que se conservan en varios manuscritos. Se le atribuyen 34 pero solo 27 se consideran como verdaderamente hechas por él. El género de cultivó fue el denominado rotrouenge, poesía lírica que se caracteriza por un coro interno, al centro o al final de la estrofa.
Ediciones
- Gontier de Soignies, Il canzoniere, ed. Luciano Formisano, Milan-Naples, 1980.
- Les chansons de Gontier de Soignies, ed. Terence Newcombe, révisée par H. H. Lucas et Nigel Wilkins, American Institute of Musicology, Neuhausen: Hänssler-Verlag, 1995.